# Studánky (Všeruby)
Studánky jsou osada, část městyse Všeruby v okrese Domažlice v Plzeňském kraji. Nachází se asi 2,5 kilometru severně od Všerub. Jsou zde evidovány tři adresy. V roce 2011 zde trvale žili tři obyvatelé.
Studánky leží v katastrálním území Studánky u Všerub o rozloze 1,39 km².

## Historie
První písemná zmínka o vesnici pochází z roku 1645.

## Obyvatelstvo
| Rok            | 1869 | 1880 | 1890 | 1900 | 1910 | 1921 | 1930 | 1950 | 1961 | 1970 | 1980 | 1991 | 2001 | 2011 | 2021 |
| -------------- | ---- | ---- | ---- | ---- | ---- | ---- | ---- | ---- | ---- | ---- | ---- | ---- | ---- | ---- | ---- |
| Počet obyvatel | 126  | 104  | 95   | 90   | 94   | 97   | 82   | 58   | 27   | 8    | 3    | 0    | 2    | 3    | 3    |
| Počet domů     | 20   | 21   | 21   | 18   | 17   | 18   | 19   | 17   | 17   | 2    | 1    | 1    | 2    | 3    | 3    |

## Obecní správa
Při sčítání lidu v letech 1850–1879 Studánky byly osadou obce Svatá Anna v okrese Domažlice. V letech 1880–1959 byly samostatnou obcí v okrese Domažlice. Od roku 1960 jsou částí městyse Všeruby v okrese Domažlice.

## Další fotografie

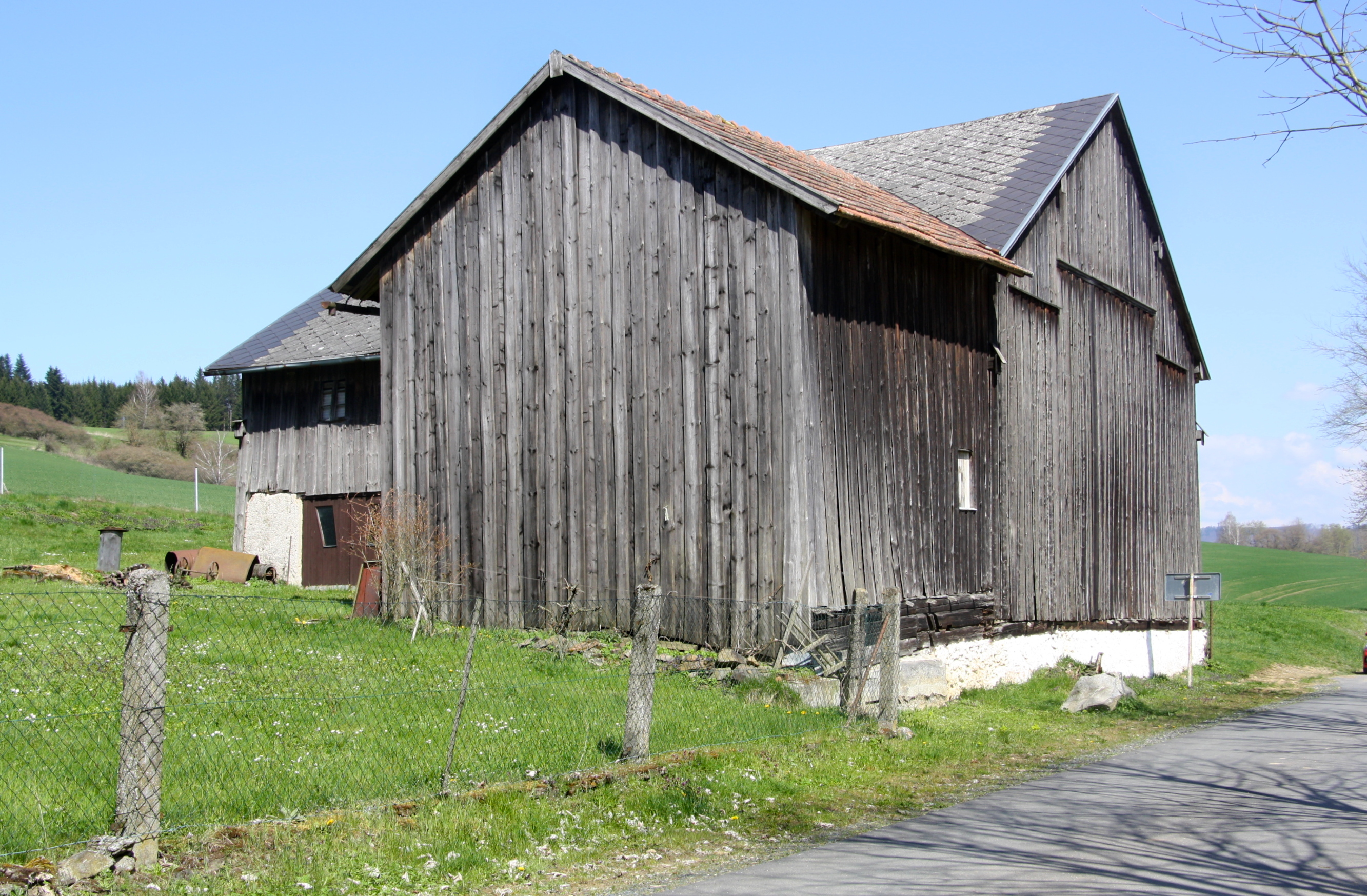
Stodola
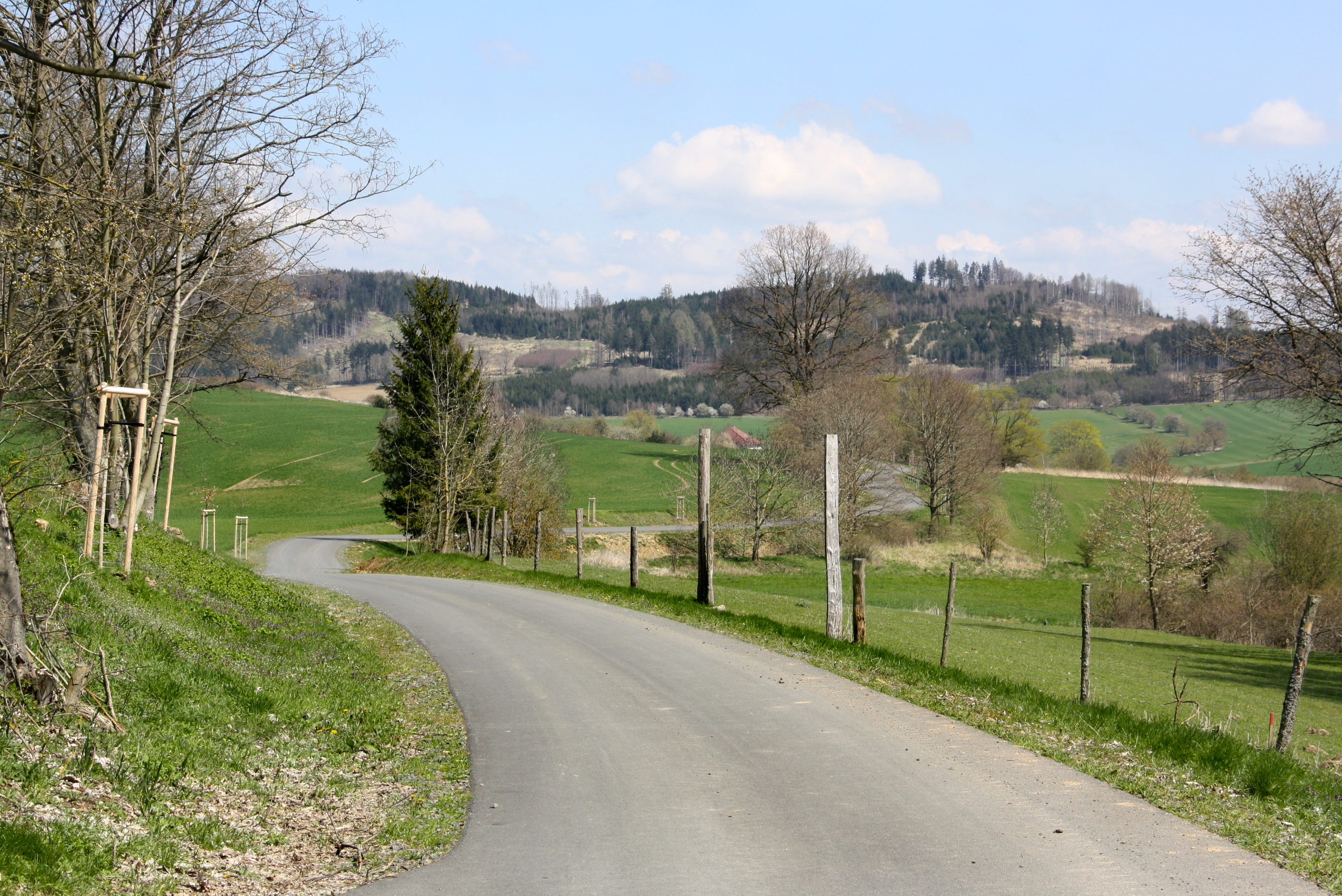
Silnice ze vsi
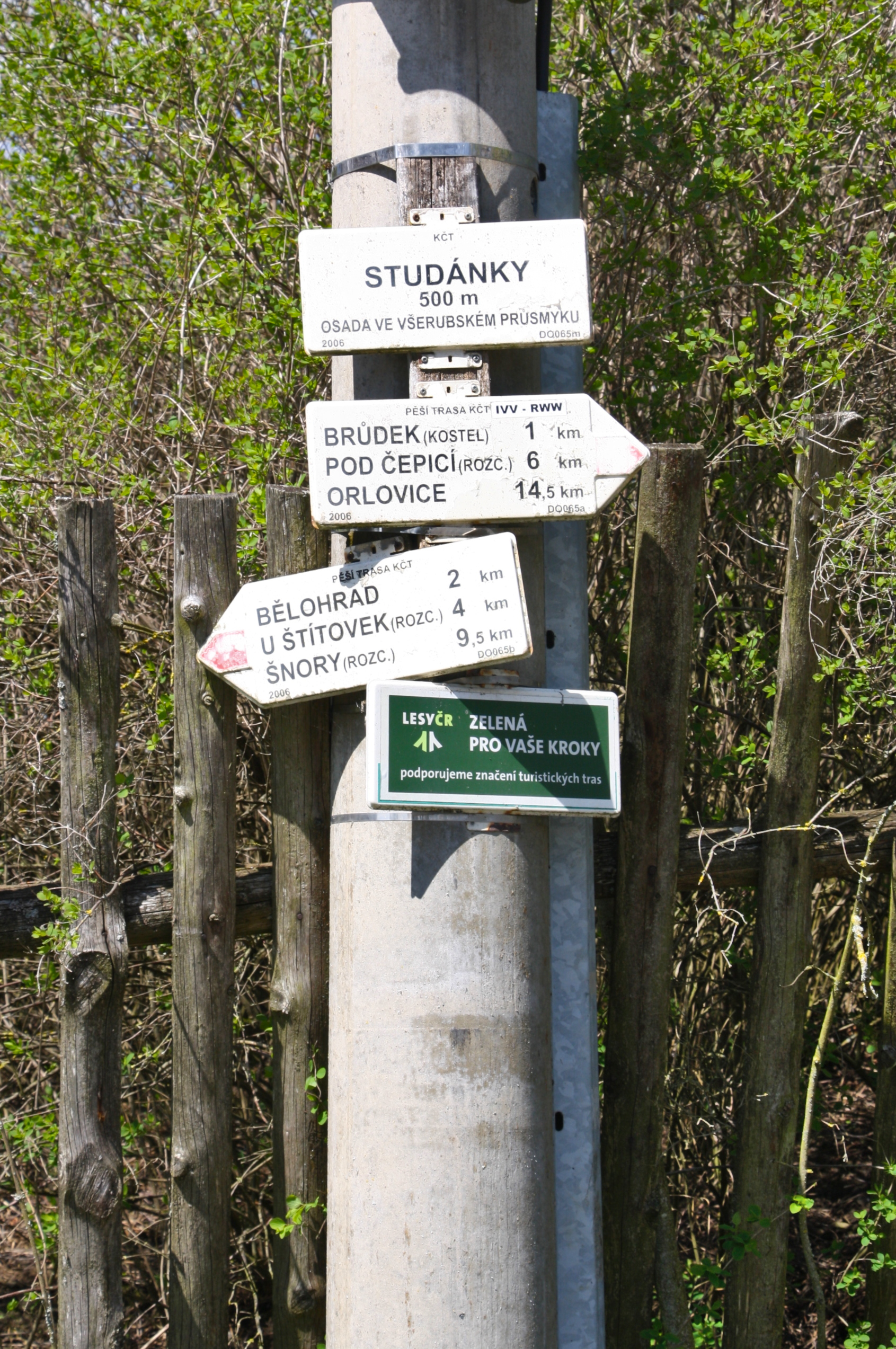
Turistický rozcestník
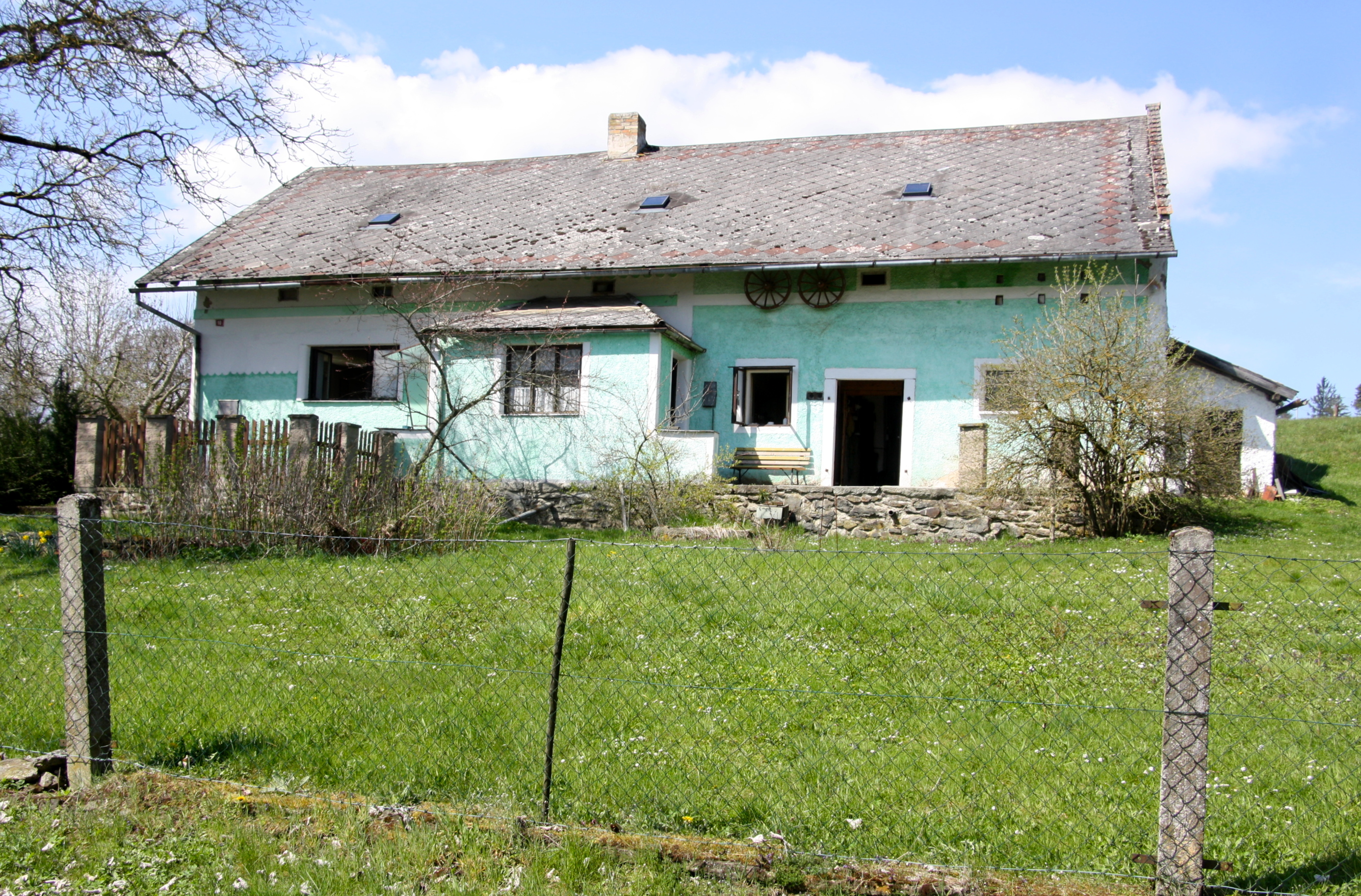
Domek č. 10